# Barbula pycnophylla
Barbula pycnophylla är en bladmossart som beskrevs av Jules Cardot 1906. Barbula pycnophylla ingår i släktet neonmossor, och familjen Pottiaceae. Inga underarter finns listade i Catalogue of Life.